# Rascló austral
El rascló austral (Rallus antarcticus) és una espècie d'ocell de la família dels ràl·lids (Rallidae) que habita els aiguamolls de la zona meridional de l'Argentina i Xile.